# مانيلة
مانيلة أو مانيلي (بالرُّومانية: manea) (بالإنجليزيَّة: manele)، هو نوع من موسيقى البوب الشعبية من رومانيا.
يمكن تقسيم المانيلة إلى "مانيل كلاسيكي" و"مانيل حديث". "المانيلي الكلاسيكي" هو نوع مشتق من اللغة التركية يؤديه موسيقيون من الغجر يُدعى لوتاري بطريقة لوتاريسكا، في حين أن "المانيلي الحديث" عبارة عن مزيج من العناصر التركية واليونانية والعربية والبلغارية والصربية، بشكلٍ عام يتم باستخدام العناصر الحديثة (الإلكترونية) الآلات والإيقاعات.
توجد أيضًا أنماط موسيقية مماثلة في مناطق البلقان الأخرى، مثل بلغاريا وصربيا والجبل الأسود وألبانيا والبوسنة واليونان وتركيا ومع المغتربين والمهاجرين في الأصل من هذه المناطق. الأنواع ذات الصلة هي تشالجا البلغارية (يشار إلى المانيلي التي جلبها الزوار الغجر إلى بلغاريا باسم "تشالجا الرومانية")، والسكيلاديكو اليونانية الحديثة والفولكلور الصربي، كل منها عبارة عن مزيج من التأثيرات اليونانية والبلغارية والصربية المحلية على لحن البوب.
تظهر الإشارات المبكرة لمصطلحي manea و manele في النصوص الرومانية من أواخر القرن الثامن عشر وأوائل القرن التاسع عشر، خلال فترة السيادة العُثمانيَّة على الإمارات الرومانية، كنوع من موسيقى الرقص التي جلبها الغجر من إسطنبول.

## الحظر
تم منع استخدام موسيقى المانيلة في بعض مدن رومانيا في وسائل النقل العام، مثل سيارات الأجرة، أو المهرجانات.

## فنانين بارزين

### قبل عام 1984
- الأخوان جور (أوريل وفيكتور جور) - مانيلي فعال
- غابي لونكا
- روميكا بوسينو

### 1984-1991: أول مانيلي حديث (إضافة صوت إلكتروني)
- أزور (المنشد: نيلو فلاد) - أول فرقة تستخدم الإيقاعات الإلكترونية
- الباتروس
- عام (المنشد: دان سيوتوي)
- ميراكول سي (المغني: سيزار دوتسو المعروف أيضًا باسم سيزاريكا)
- أوديون (المغني: كوستل جيمباسو)

### 1992-2004: فترة ما بعد الثورة
- دان أرمانكا - يعتبر الأب الروحي لموسيقى الروما
- أدريان مينوني (أدريان كوبيلول مينوني سابقًا، آدي دي فيتو)
- كوستي يونيتا
- كارمن زربان

### 2004 إلى الوقت الحاضر: مانيلي معاصرة
من بين الفنانين المشهورين فلورين سلام ونيكولاي جو وفالي فيجيلي وساندو سيوربا وديسانتو.

## أنظر أيضا
- موسيقى لبنانية، في لبنان
- موسيقى البوب العربية في العالم العربي